# Mali dodeciikozaeder
| Mali dodeciikozaeder                   | Mali dodeciikozaeder                                   |
| -------------------------------------- | ------------------------------------------------------ |
|                                        |                                                        |
| Vrsta                                  | uniformni zvezdni polieder                             |
| Elementi                               | F = 32, E = 120, V =60 ({\displaystyle \chi \,} = -28) |
| Stranske ploskve po stranicah          | 20{6}+12{10}                                           |
| Wythoffov simbol                       | 3 5 (3/2 5/4) \|                                       |
| Simetrijska grupa                      | Ih, [5,3], *532                                        |
| Bowerjeva okrajšava                    | Siddy                                                  |
| Sklici                                 | U50, C64, W90                                          |
| mali dodeciikozakron (dualni polieder) | 6.10.6/5.10/9 slika oglišč                             |

Mali dodeciikozaeder je nekonveksni uniformni polieder z oznako (indeksom) U50. Njegova slika oglišč je križni štirikotnik.

## Sorodni poliedri
| veliki zvezdni prirezani dodekaeder | mali ikozikozidodekaeder | mali ditrigonalni dodeciikozidodekaeder | malidodeciikozaeder |